# Johann VI. (Roucy)
Johann VI. († 25. Oktober 1415 in der Schlacht von Azincourt) war Graf von Roucy und Braine von 1395 bis 1415. Er war der älteste Sohn von Graf Hugo II. und Blanche de Coucy, Herrin von Montmirail.
Er heiratete 1398 Isabelle de Montaigu, Herrin von Marcoussis und Germaine, Tochter von Jean de Montaigu, Bâtard de France, und Jacqueline de La Grange. Das Paar hatte lediglich eine Tochter, namens Johanna († 3. September 1459). Sie heiratete 1414 in Braine-sur-Vesle Robert von Saarbrücken-Commercy († um 1460), Herr von Commercy. Durch diese Ehe kamen Roucy und Braine an das Maison de Broyes.
Johann VI. wurde im Kloster Saint-Yved in Braine bestattet. Seine Witwe heiratete vor dem 16. September 1417 in zweiter Ehe Pierre de Bourbon, Herr von Préaux, Combles und Villeneuve (erm. 11. Oktober 1422 in La Rochelle) aus dem Haus Bourbon-Préaux. Sie starb am 24. Oktober 1429 in Lyon und wurde in Marcoussis bestattet.
| Vorgänger | Amt                                      | Nachfolger                   |
| --------- | ---------------------------------------- | ---------------------------- |
| Hugo II.  | Graf von Roucy Graf von Braine 1395–1415 | Robert III. (de iure uxoris) |

| Personendaten    | Personendaten             |
| ---------------- | ------------------------- |
| NAME             | Johann VI.                |
| KURZBESCHREIBUNG | Graf von Roucy und Braine |
| GEBURTSDATUM     | 14. Jahrhundert           |
| STERBEDATUM      | 25. Oktober 1415          |
| STERBEORT        | bei Azincourt             |